# Göppel Bus
Göppel Bus was een Duitse fabrikant van autobussen en busaanhangwagens.

## Geschiedenis
In 1923 begon Markus Göppel in Augsburg een bedrijf dat carrosserieën bouwde, waaruit later het bedrijf Markus Göppel GmbH & Co. KG voortkwam. Productie van carrosserieën voor bussen begon al in 1925 en vanaf 1935 werden er volledig stalen carrosserieën geproduceerd op bedrijfsvoertuigen met chassis van MAN.
Vanaf de jaren 1960 produceerde het bedrijf vooral de achterste delen van gelede bussen. Deze bedrijfstak hield op te bestaan toen in de jaren 1980 de duw-gelede bussen opkwamen, die de motor in de achterste geleding hebben. In 1987 werd de "Göppel Helicon" geïntroduceerd op basis van het drieassige MAN 22.330-chassis. Hiermee werd voor MAN een gat gedicht in de dubbeldekker- en touringcarmarkt.
In de jaren 1990 werd de focus gelegd op lagevloerbussen en produceerde Göppel enkele lagevloerbussen op MAN-chassis. In 2003 nam Göppel een meerderheid van 51% over in de voormalige Neoplan-fabriek in het dorp Ehrenhain (gemeente Nobitz, Thüringen). De midibussen van de merken MAN en Neoplan werden daar voortaan geproduceerd. Göppel Bus GmbH is ontstaan door de overname van de resterende aandelen in 2006. De kernactiviteit van het bedrijf was de productie van stadsbussen, en in 2010 introduceerde het bedrijf de eerste volledig zelfontwikkelde bus Göppel go4city. Göppel ontwikkelde de bussen in Augsburg, maar produceerde ze in Ehrenhain.
Voor het openbaar vervoer produceerde het bedrijf onder de naam Göppel Train ook bussen met aanhangers, in de varianten Midi en Maxi. Dit zijn stadsbussen met een lage vloer en een passagierstrailer. Deze kan aan- en afgekoppeld worden, zodat de transportcapaciteit aangepast kan worden aan de vraag en in daluren brandstof kan worden bespaard.
In 2012 werd de AutoTram Extra Grand of wel de go4cityAutoTram geïntroduceerd, die met een lengte van 30 meter de langste dubbelgelede bus ter wereld was.
In 2013 ging het bedrijf failliet, waarna het overgenomen werd door het Russische bedrijf Kirovfabriek uit Sint-Petersburg. In oktober 2014 moest het bedrijf echter opnieuw faillissement aanvragen. Er werd geen nieuwe investeerder gevonden.